# Hypervitaminose A
 Mise en garde médicale
L'hypervitaminose A ou abus de vitamine A peut avoir les effets suivants :
- maladies congénitales,
- anomalies du foie (pouvant mener jusqu'à la cirrhose),
- réduction de la densité osseuse pouvant conduire à l'ostéoporose,
- croissance désordonnée des os,
- pertes capillaires,
- sécheresse excessive de la peau / desquamation.

## Symptômes
Les symptômes de toxicité sévère sont nausée et vomissement, céphalée, vertige, trouble de la vue et perte de la coordination musculaire.

## Causes
L'hypervitaminose A se produit lorsque le niveau limite d'accumulation par le foie des rétinoïdes est atteint (plus précisément dans les cellules de Ito). L'excès est alors entraîné par la circulation sanguine, ce qui est la cause de la toxicité systémique. La vitamine A sous forme de β-carotène n'est que partiellement convertie en rétinoïdes et ne cause donc pas de toxicité.
Bien que l'hypervitaminose A puisse se produire par déséquilibre alimentaire (consommation excessive de foie ou d'abats, par exemple), la plupart des cas de toxicité de la vitamine A sont dus à des excès de prise de vitamine A en supplément. Les symptômes d'intoxication peuvent également être observés en cas de consommation d'une quantité importante de vitamine A sur un laps de temps court.

## Tolérance journalière

### Recommandation de prise journalière en supplément
Le National Institutes of Health américain a établi un niveau limite de tolérance journalière à la prise de supplément en vitamine A par une population saine, afin de prévenir le risque de toxicité de la vitamine A. Ces niveaux limites en vitamine A par classe d'âges, fixés en microgrammes (µg) sont:
| Classes d'âges |  | Limite journalière en vitamine A |
| -------------- |  | -------------------------------- |
| 0-3 ans        |  | 350 µg à 400 µg                  |
| 4-6 ans        |  | 450 µg                           |
| 7-12 ans       |  | 500 µg à 550 µg                  |
| 13-15 ans      |  | 600 µg filles et 700 µg garçons  |
| > 16 ans       |  | 600 µg femmes et 800 µg hommes   |

Attention pendant la grossesse, ne pas dépasser une dose journalière de 800 µg/jour car il y a un risque tératogène, c'est-à-dire de déformation du fœtus.
La possibilité de grossesse, une maladie du foie, des consommations importantes d'alcool et le tabagisme nécessiteraient théoriquement un contrôle sérieux et une limitation rigoureuse de l'administration de vitamine A.

### Seuils toxiques
Les sources divergent au sujet des seuils de toxicité de la vitamine A. La vitamine A ne doit pas être prise à proximité des seuils de toxicité possible ou probable, mais aux doses recommandées par des experts reconnus ou prescrites par un médecin.

#### Intoxication aiguëe
Les signes et symptômes comprennent des nausées, des vomissements, des diarrhées, des étourdissements, de la léthargie, de la somnolence, une pression intracrânienne accrue, et des changements cutanés tels que érythème, prurit ou desquamation.
Une toxicité aiguë en vitamine A peut survenir avec une ingestion unique de 25 000 UI/kg ou plus (1 625 000 UI pour un homme de 65 kg, ou 487 500 µg).

#### Intoxication chronique
Les signes et symptômes comprennent une fièvre légère, des maux de tête, de la fatigue, de l'anorexie, des troubles intestinaux, une hépatosplénomégalie, une anémie, une hypercalcémie, un gonflement sous-cutané, de la nycturie, des douleurs articulaires et osseuses, et des changements cutanés tels que jaunissement, sécheresse, alopécie et photosensibilité.
Une source de 2000 indique que les symptômes toxiques sont considérés comme peu fréquents à des doses inférieures à 100 000 UI/jour (30 000 µg/jour), mais ont été signalés chez les adultes avec des apports de 20 000 à 50 000 UI/jour [6000-15000 µg/jour].
Une source de 2022 indique qu'une toxicité chronique en vitamine A peut survenir avec une ingestion excessive de 4000 UI/kg ou plus par jour pendant 6 à 15 mois (260 000 UI par jour pour un homme de 65kg, ou 78 000 µg  par jour).
Toutefois, la vitamine A a été testée à plusieurs reprises, dans des régions de carence en cette vitamine, selon des protocoles thérapeutiques longs de plusieurs décennies et impliquant des doses massives de 100 000 à 400 000 UI pour le traitement de la rougeole pédiatrique sévère, afin de réduire la mortalité infantile liée à cette maladie.

#### Toxicité en cas de grossesse
La vitamine A est hautement tératogène en cas de prise pendant la grossesse. Les rétinoïdes affectent l'expression du gène homéoboîte Hoxb-1, qui régule le modelage axial de l'embryon. Les anomalies à la naissance incluent des malformations craniofaciales, cardiaques et du système nerveux central. Par conséquent, le traitement à la vitamine A devrait être évité chez les patientes enceintes, sauf dans les régions où la carence en vitamine A est importante. Dans ce cas, la supplémentation ne devrait pas dépasser 10 000 UI par jour (3000 µg par jour).

## Histoire
Un cas documenté d'hypervitaminose A remonte à 1,6 ± 0,1 million d'années. Le fémur d'une jeune femelle Homo erectus (KNM-ER 1808) a été trouvé à Koobi Fora, au Kenya, montrant les signes de cette pathologie, ce qui signifie que l'individu a été malade suffisamment longtemps pour que l'os enregistre ladite pathologie, et implique par ailleurs que la malade, trop atteinte pour être capable de subvenir à ses besoins alimentaires et de protection contre les prédateurs, a été prise en charge par au moins un autre individu de son groupe. Une première hypothèse pour la cause de cette maladie est l'ingestion trop abondante de foie de carnivore. Skinner (1991) propose une ingestion trop abondante de larves de Apis mellifera scutellata,.

### Source
- (en) Cet article est partiellement ou en totalité issu de l’article de Wikipédia en anglais intitulé « Hypervitaminosis A » (voir la liste des auteurs).